# Neoeptesicus brasiliensis
Neoeptesicus brasiliensis är en fladdermusart som först beskrevs av Anselme Gaëtan Desmarest 1819.  Neoeptesicus brasiliensis ingår i släktet Neoeptesicus och familjen läderlappar. IUCN kategoriserar arten globalt som livskraftig. Inga underarter finns listade i Catalogue of Life. Wilson & Reeder (2005) skiljer mellan fyra underarter.
Arten når en kroppslängd (huvud och bål) av 55 till 62 mm, en svanslängd av 35 till 40 mm och en vikt av 7 till 10 g. Den har 39 till 43 mm långa underarmar, 9 till 11 mm långa bakfötter och 12 till 15 mm stora öron. På ovansidan varierar pälsfärgen mellan mörk orangebrun och svartaktig. Pälsen bildas av 6 till 7mm långa hår. Undersidans hår är svarta nära roten och ljusbruna vid spetsen. Huvudet kännetecknas av trekantiga öron med en hudflik (tragus) som är framåt böjd. Områden kring ögonen och nosen är nästan nakna med rosabrun hud. Flygmembranen har en svart färg och svansens spets ligger utanför svansflyghuden.
Denna fladdermus förekommer i norra delen av Sydamerika från sydöstra Brasilien, norra Argentina och Bolivia norrut. Kanske lever arten även i delar av Centralamerika fram till södra Mexiko. Den senare populationen kan vara en självständig art eller en grupp av arter. Habitatet utgörs av olika slags skogar. Individerna vilar bland annat i byggnader och i trädens håligheter. Neoeptesicus brasiliensis lever i låglandet och i bergstrakter upp till 3000 meter över havet.
Individerna börjar sin jakt 30 minuter till en timme efter solnedgången. De flyger tät ovanför vattendrag eller på en höjd av 5 till 7 meter. Arten jagar även nära lampor.